# إيستغاه بابك
إيستغاه بابك هي قرية في مقاطعة هشترود، إيران. يقدر عدد سكانها بـ 67 نسمة بحسب إحصاء 2016.